# Méhkolibri
A méhkolibri vagy vöröstorkú kolibri (Mellisuga helenae) a madarak (Aves) osztályának sarlósfecske-alakúak (Apodiformes) rendjébe és a kolibrifélék (Trochilidae) családjába tartozó faj.

## Rendszerezés
Régebben a Calypte nembe sorolták Calypte helenae néven.

## Előfordulása
Kuba fő szigetének és a Juventud-sziget területén honos. Kóborlóként eljut a Bahama-szigetekre is. A természetes élőhelye szubtrópusi vagy trópusi erősen leromlott egykori erdők, száraz erdők, síkvidéki nedves erdők, hegyi nedves erdők, mocsári erdők és síkvidéki nedves cserjések.

## Megjelenése
Testhossza 6 centiméter, testtömege 1,6−2 gramm, ezzel kiérdemli a világ legkisebb madara címet. A hím feje és torka vörös, háta, szárnya és farka kék, hasi része fehér. A tojó színe fakóbb.

## Életmódja
Elsősorban nektárral táplálkozik, de a tojók a fiókákat rovarokkal is táplálják. Naponta akár 1500 különböző virágot is felkereshet. A nevét apró termetéről és a másodpercenként 30-80 szárnycsapás által keltett hangról kapta. Repülés közben meg tud állni egy helyben, sőt hátrafelé is tud repülni.
A megfigyelések szerint, főleg a következő növényfajokat keresi fel: Hamelia patens (Rubiaceae), Chrysobalanus icaco (Chrysobalanaceae), Pavonia paludicola (Malvaceae), Forsteronia corymbosa (Apocynaceae), Lysiloma latisiliquum (Mimosaceae), Turnera ulmifolia (Passifloraceae), Antigonon leptopus (Polygonaceae), Clerodendrum aculeatum (Verbenaceae), Tournefortia hirsutissima (Boraginaceae) és Cissus obovata (Vitaceae).

## Szaporodása
A költési időszaka márciustól júniusig tart. Ágakhoz rögzíti törmelékből, mohából és pókhálóból készített fészkét. Fészekalja 2 tojásból áll, melyen 14 napig kotlik.

## Képek

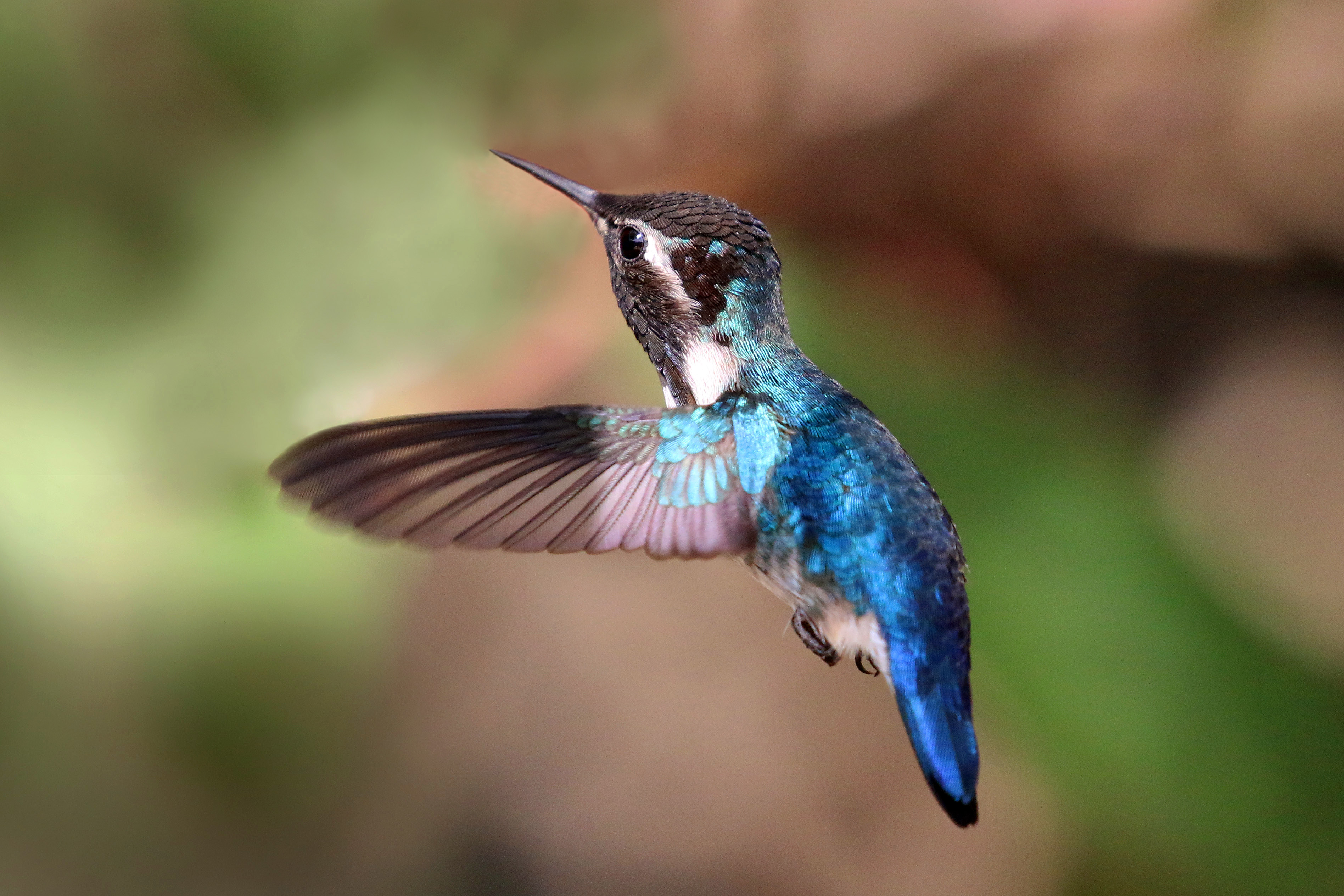
Kifejlett hím
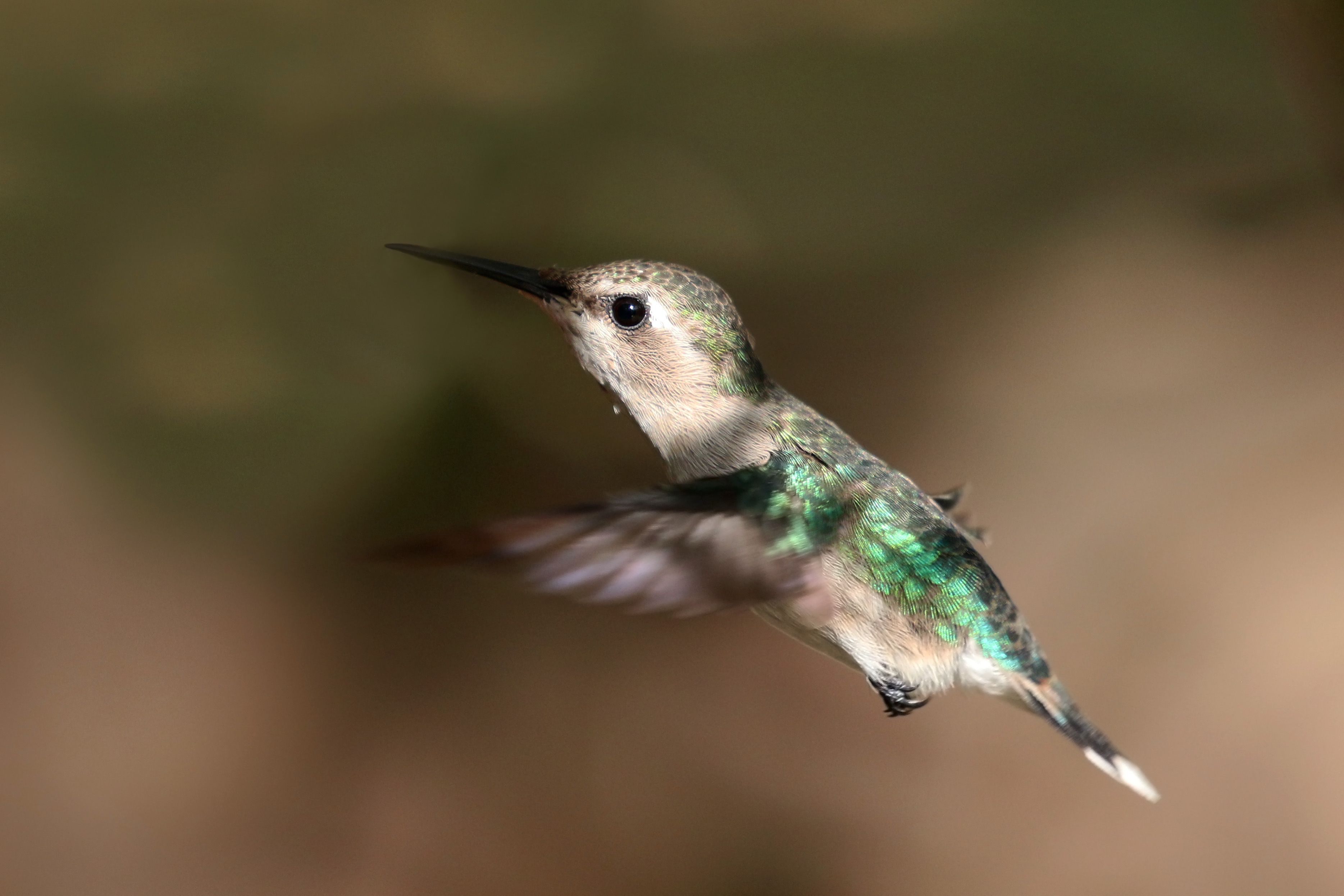
és tojó
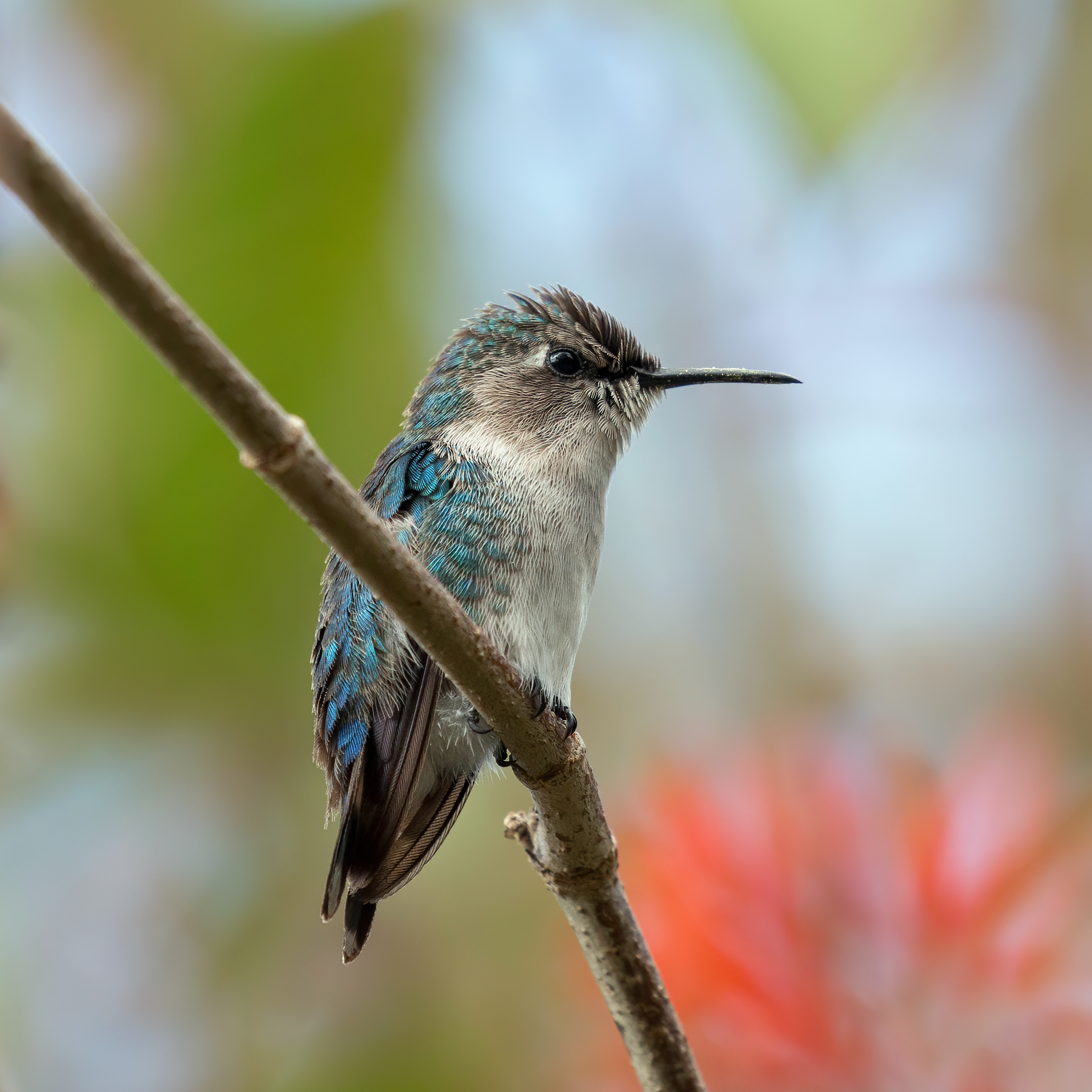
Fiatal hím

### Fordítás
- Ez a szócikk részben vagy egészben  a   Bee hummingbird című angol Wikipédia-szócikk ezen változatának fordításán alapul.  Az eredeti cikk szerkesztőit annak laptörténete sorolja fel. Ez a jelzés csupán a megfogalmazás eredetét és a szerzői jogokat jelzi, nem szolgál a cikkben szereplő információk forrásmegjelöléseként.